# Casco di dio
Il casco di Dio è un apparato sperimentale denominato originariamente “casco di Koren” dal nome del suo inventore originario Stanley Koren. Fu messo a punto da quest'ultimo e dal neuroscienziato Michael Persinger allo scopo di studiare la correlazione tra la creatività e gli effetti della stimolazione sottile dei lobi temporali (aree ritenute responsabili di tale attività nel cervello umano). I partecipanti agli esperimenti riferivano di percepire la sensazione di una presenza eterea intorno a loro durante il periodo in cui indossavano tale dispositivo. Diversi documentari televisivi e svariati media hanno dato risalto a questi esperimenti. Il dispositivo è stato utilizzato nel quadro delle ricerche di Persinger in “Neuroteologia” (studio concernente le correlazioni neurali della religiosità e della spiritualità in generale). L'equipaggiamento piazzato sul cranio del soggetto, genera un debolissimo campo magnetico equivalente a quelli creati dalla linea fissa di un telefono o da un asciugacapelli e un milione di volte più debole della stimolazione magnetica transcranica. Persinger ha dichiarato che i soggetti riferivano di « esperienze mistiche » e di « stati alterati di coscienza », tuttavia la tesi sviluppata dallo stesso a partire dai suoi risultati è stata oggetto di critiche e i suoi effetti difficilmente riproducibili. L'unico tentativo infatti di ripetere tali esperimenti, compiuto da un'équipe svedese, è risultato un fallimento, portandoli alla conclusione che il lavoro di Persinger era stato falsato dalla suggestionabilità dei soggetti partecipanti, nonché dall'assenza di ricorso alla tecnica del « doppio cieco ». 

## Il casco
Originariamente, il casco (un casco da motoslitta al quale erano stati aggiunti dei solenoidi), non aveva la funzione di provocare alcuna « visione di Dio » ma doveva permettere di testare le ipotesi di Persinger su alcune attività del cervello. La sua tesi affermava che il senso di sé dell'essere umano sarebbe composta da due parti, una in ciascun lato del cervello che lavorano abitualmente all'unisono ma delle quali l'emisfero sinistro risulta dominante. Persinger avanza la tesi che i due emisferi contribuiscono differentemente al senso del sé, ma che in certe condizioni, essi possono apparire come due entità separate (da qui l'impressione di un'altra presenza, per esempio). Il casco aveva dunque lo scopo di creare le condizioni nelle quali il senso di sé proveniente dai due emisferi potesse essere perturbato e di confermare la tesi secondo la quale le esperienze religiose o paranormali sarebbero dovute a delle perturbazioni dell'attività cerebrale.

## Rapporto dei soggetti di studio
L'80% dei partecipanti agli esperimenti di Persinger riferiva di aver percepito una presenza in loco, interpretata come quella di un angelo, di un parente deceduto o di un gruppo di esseri di un altro tipo. Uno solo tra essi parlò di presenza divina. Tuttavia lo scienziato Richard Dawkins che ha tentato l'esperimento su se stesso racconta di non aver percepito niente di tutto questo, a parte una « leggera vertigine » e delle sensazioni agli arti. Susan Blackmore, dal canto suo, ha dichiarato di aver provato « l'esperienza più straordinaria della sua vita ».

## Riflessi della riproduzione e dibattiti ulteriori
Nel Dicembre 2004, Nature ha riportato il rapporto di un gruppo di ricercatori svedesi diretti da Pehr Granqvist, psicologo dell'Università di Uppsala, che ha tentato di riprodurre l'esperimento di Persinger nelle condizioni di doppio cieco. Essi non sono riusciti a riprodurre i risultati riferiti da Persinger. Granqvist e altri hanno concluso che la presenza o l'assenza di campi magnetici non ha alcuna relazione con le esperienze religiose o spirituali riferite dai partecipanti. Persinger ha dichiarato che il gruppo svedese non ha esposto i suoi soggetti abbastanza a lungo al campo magnetico. Granqvist e altri hanno replicato che Persinger aveva dato il suo assenso per la metodologia proposta nel loro esperimento prima che esso fosse lanciato. La teoria all'origine della creazione del casco, particolarmente per ciò che concerne un'eventuale relazione tra il lobo temporale e le esperienze mistiche è stata oggetto di svariate critiche.